# Prem'er-Liga 2024-2025
La Prem'er-Liga 2024-2025 è stata la trentatreesima edizione della massima serie del campionato russo di calcio dopo la dissoluzione dell'Unione Sovietica e la ventitreesima edizione sotto l'attuale denominazione. Si è svolta dal 20 luglio 2024 al 24 maggio 2025.
La competizione è stata vinta dal Krasnodar, al suo primo titolo nazionale.

## Stagione

### Novità
Nella stagione 2023-2024 sono retrocesse in Pervaja Liga Ural, Baltika e Soči. Dalla Pervaja Liga sono stati promossi Chimki, Dinamo Machačkala e Akron Togliatti.

### Formula
Le sedici squadre partecipanti si affrontano in un girone all'italiana con partite di andata e ritorno per un totale di 30 giornate. La prima classificata al termine della stagione regolare è designata campione di Russia. Le ultime due classificate sono retrocesse in Pervaja Liga, mentre tredicesima e quattordicesima classificate vengono ammesse agli spareggi promozione/retrocessione contro terza e quarta classificate della Pervaja Liga per due posti in massima serie.

## Squadre partecipanti
| Club                   | Stagione | Città           | Stadio                 | Stagione precedente                |
| ---------------------- | -------- | --------------- | ---------------------- | ---------------------------------- |
| Achmat Groznyj         | dettagli | Groznyj         | Achmat-Arena           | 10º posto in Prem'er-Liga          |
| Akron Togliatti        | dettagli | Togliatti       | Samara Arena (Samara)  | 3º posto in Pervaja Liga, promossa |
| Chimki                 | dettagli | Chimki          | Arena Chimki           | 1º posto in Pervaja Liga, promossa |
| CSKA Mosca             | dettagli | Mosca           | VĖB Arena              | 6º posto in Prem'er-Liga           |
| Dinamo Machačkala      | dettagli | Machačkala      | Anži-Arena             | 2º posto in Pervaja Liga, promossa |
| Dinamo Mosca           | dettagli | Mosca           | VTB Arena              | 3º posto in Prem'er-Liga           |
| Fakel Voronež          | dettagli | Voronež         | Stadio Centrale        | 11º posto in Prem'er-Liga          |
| Krasnodar              | dettagli | Krasnodar       | Stadio FC Krasnodar    | 2º posto in Prem'er-Liga           |
| Kryl'ja Sovetov Samara | dettagli | Samara          | Samara Arena           | 9º posto in Prem'er-Liga           |
| Lokomotiv Mosca        | dettagli | Mosca           | RŽD Arena              | 4º posto in Prem'er-Liga           |
| Orenburg               | dettagli | Orenburg        | Stadio Gazovik         | 12º posto in Prem'er-Liga          |
| Pari Nižnij Novgorod   | dettagli | Nižnij Novgorod | Stadio Nižnij Novgorod | 13º posto in Prem'er-Liga          |
| Rostov                 | dettagli | Rostov sul Don  | Rostov Arena           | 7º posto in Prem'er-Liga           |
| Rubin                  | dettagli | Kazan'          | Kazan Arena            | 8º posto in Prem'er-Liga           |
| Spartak Mosca          | dettagli | Mosca           | Lukojl Arena           | 5º posto in Prem'er-Liga           |
| Zenit San Pietroburgo  | dettagli | San Pietroburgo | Stadio San Pietroburgo | Campione di Russia                 |

## Allenatori e primatisti
| Squadra                | Allenatore                                                                    | Giocatore più presente                              | Capocannoniere                     |
| ---------------------- | ----------------------------------------------------------------------------- | --------------------------------------------------- | ---------------------------------- |
| Achmat Groznyj         | Magomed Adiev (1ª-7ª) Sergej Tašuev (8ª-30ª e spareggio)                      | Arsen Adamov (30)                                   | Maksim Samorodov (6)               |
| Akron Togliatti        | Zaur Tedeev                                                                   | Aleksa Đurasović (30)                               | Artëm Dzjuba (9)                   |
| Chimki                 | Franc Artiga (1ª-24ª) Magomed Adiev (25ª-30ª)                                 | Aleksandr Filin, Lucas Vera (30)                    | Lucas Vera (7)                     |
| CSKA Mosca             | Marko Nikolić                                                                 | Tamerlan Musaev (30)                                | Tamerlan Musaev, Ivan Obljakov (7) |
| Dinamo Machačkala      | Chasanbi Bidžiev                                                              | Idar Šumachov (29)                                  | Gamid Agalarov (7)                 |
| Dinamo Mosca           | Marcel Lička                                                                  | Jaroslav Gladyšev (28)                              | Jaroslav Gladyšev (10)             |
| Fakel Voronež          | Igor' Čerevčenko (1ª-4ª) Dmitrij Pjatibratov (5ª-22ª) Igor' Šalimov (23ª-30ª) | Mohamed Brahimi (29)                                | Evgenij Markov (4)                 |
| Krasnodar              | Murad Musaev                                                                  | Stanislav Agkacev (30)                              | Jhon Córdoba (12)                  |
| Kryl'ja Sovetov Samara | Igor' Osin'kin                                                                | Sergej Babkin (29)                                  | Ivan Sergeev (9)                   |
| Lokomotiv Mosca        | Michail Galaktionov                                                           | Dmitrij Vorob'ëv (30)                               | Aleksej Batrakov (14)              |
| Orenburg               | David Deogracia (1ª-10ª) Il'šat Ajtkulov (11ª) Vladimir Slišković (12ª-30ª)   | Ivan Bašić, Braian Mansilla, Saeid Saharkhizan (27) | Saeid Saharkhizan (7)              |
| Pari Nižnij Novgorod   | Saša Ilić (1ª-11ª) Viktar Hančarėnka (12ª-30ª e spareggio)                    | Nikita Medvedev (28)                                | Juan Manuel Boselli (10)           |
| Rostov                 | Valerij Karpin (1ª-18ª) Jonatan Alba (19ª-30ª)                                | Maksim Osipenko (30)                                | Maksim Osipenko (9)                |
| Rubin                  | Rašid Rachimov                                                                | Oleg Ivanov, Dmitrij Kabutov, Evgenij Staver (28)   | Mirlind Daku (15)                  |
| Spartak Mosca          | Dejan Stanković                                                               | Manfred Ugalde (29)                                 | Manfred Ugalde (17)                |
| Zenit San Pietroburgo  | Sergej Semak                                                                  | Mateo Cassierra, Nino, Douglas Santos (30)          | Luciano Gondou (10)                |

## Classifica finale
|                   | Pos. | Squadra                | Pt | G  | V  | N  | P  | GF | GS | DR  |
| ----------------- | ---- | ---------------------- | -- | -- | -- | -- | -- | -- | -- | --- |
| Russia (bandiera) | 1.   | Krasnodar              | 67 | 30 | 20 | 7  | 3  | 59 | 23 | +36 |
|                   | 2.   | Zenit San Pietroburgo  | 66 | 30 | 20 | 6  | 4  | 58 | 18 | +40 |
|                   | 3.   | CSKA Mosca             | 59 | 30 | 17 | 8  | 5  | 47 | 21 | +26 |
|                   | 4.   | Spartak Mosca          | 57 | 30 | 17 | 6  | 7  | 56 | 25 | +31 |
|                   | 5.   | Dinamo Mosca           | 56 | 30 | 16 | 8  | 6  | 61 | 35 | +26 |
|                   | 6.   | Lokomotiv Mosca        | 53 | 30 | 15 | 8  | 7  | 51 | 41 | +10 |
|                   | 7.   | Rubin                  | 56 | 30 | 13 | 6  | 11 | 42 | 45 | -3  |
|                   | 8.   | Rostov                 | 39 | 30 | 10 | 9  | 11 | 41 | 43 | -2  |
|                   | 9.   | Akron Togliatti        | 35 | 30 | 10 | 5  | 15 | 39 | 55 | -16 |
|                   | 10.  | Kryl'ja Sovetov Samara | 31 | 30 | 8  | 7  | 15 | 36 | 51 | -15 |
|                   | 11.  | Dinamo Machačkala      | 29 | 30 | 6  | 11 | 13 | 27 | 35 | -8  |
|                   | 12.  | Chimki                 | 29 | 30 | 6  | 11 | 13 | 35 | 56 | -21 |
|                   | 13.  | Pari Nižnij Novgorod   | 27 | 30 | 7  | 6  | 17 | 27 | 54 | -27 |
|                   | 14.  | Achmat Groznyj         | 25 | 30 | 4  | 13 | 13 | 27 | 48 | -21 |
|                   | 15.  | Orenburg               | 19 | 30 | 4  | 7  | 19 | 28 | 56 | -28 |
|                   | 16.  | Fakel Voronež          | 18 | 30 | 2  | 12 | 16 | 14 | 42 | -28 |

Legenda:
      Campione di Russia
 Ammessa allo spareggio promozione-retrocessione.
      Retrocesse in Pervaja Liga 2025-2026.
Note:
Tre punti a vittoria, uno a pareggio, zero a sconfitta.
La classifica viene stilata secondo i seguenti criteri:
- Punti conquistati
- Punti conquistati negli scontri diretti
- Partite vinte negli scontri diretti
- Differenza reti negli scontri diretti
- Reti realizzate in trasferta negli scontri diretti
- Partite vinte
- Differenza reti generale
- Reti totali realizzate
- Reti totali realizzate in trasferta

## Risultati

### Tabellone
|                        | Ach  | Akr  | Chi  | CSK  | DMa  | DMo  | Fak  | Kra  | Kry  | Lok  | Ore  | Par  | Ros  | Rub  | Spa  | Zen  |
| ---------------------- | ---- | ---- | ---- | ---- | ---- | ---- | ---- | ---- | ---- | ---- | ---- | ---- | ---- | ---- | ---- | ---- |
| Achmat Groznyj         | –––– | 0-0  | 3-3  | 1-1  | 1-1  | 1-1  | 2-3  | 1-1  | 1-1  | 0-5  | 1-0  | 0-2  | 2-1  | 2-1  | 0-0  | 1-2  |
| Akron Togliatti        | 3-2  | –––– | 3-0  | 1-2  | 1-0  | 0-2  | 1-0  | 2-5  | 2-0  | 1-4  | 1-0  | 2-2  | 2-3  | 1-2  | 2-3  | 0-5  |
| Chimki                 | 1-1  | 2-2  | –––– | 0-2  | 1-1  | 3-4  | 1-0  | 2-2  | 1-3  | 2-0  | 0-0  | 2-0  | 1-1  | 3-2  | 1-3  | 1-1  |
| CSKA Mosca             | 3-0  | 4-0  | 1-0  | –––– | 2-0  | 3-1  | 0-0  | 1-0  | 1-1  | 0-1  | 5-1  | 2-0  | 1-2  | 2-2  | 0-2  | 0-1  |
| Dinamo Machačkala      | 1-0  | 1-1  | 4-1  | 0-1  | –––– | 0-1  | 0-0  | 2-3  | 4-1  | 1-1  | 2-1  | 0-1  | 1-1  | 2-3  | 1-1  | 0-1  |
| Dinamo Mosca           | 4-2  | 2-1  | 4-1  | 1-2  | 4-0  | –––– | 3-1  | 0-1  | 1-0  | 3-1  | 5-1  | 3-1  | 1-1  | 3-1  | 2-0  | 1-1  |
| Fakel Voronež          | 0-0  | 0-2  | 1-1  | 0-1  | 1-1  | 1-1  | –––– | 0-0  | 1-1  | 0-1  | 1-0  | 0-0  | 0-2  | 0-0  | 0-0  | 0-2  |
| Krasnodar              | 3-1  | 1-0  | 4-0  | 2-1  | 0-0  | 3-0  | 5-0  | –––– | 1-1  | 0-0  | 4-0  | 2-1  | 2-0  | 2-1  | 0-3  | 2-0  |
| Kryl'ja Sovetov Samara | 2-1  | 0-2  | 0-0  | 1-2  | 0-1  | 1-3  | 2-0  | 1-2  | –––– | 5-1  | 2-0  | 3-1  | 1-3  | 1-1  | 0-2  | 0-4  |
| Lokomotiv Mosca        | 1-1  | 3-2  | 1-3  | 2-2  | 2-0  | 2-1  | 2-1  | 0-3  | 1-0  | –––– | 1-1  | 3-0  | 3-2  | 1-0  | 3-1  | 1-1  |
| Orenburg               | 0-0  | 2-2  | 1-1  | 0-2  | 2-1  | 2-2  | 1-0  | 1-2  | 2-2  | 2-4  | –––– | 1-2  | 1-2  | 1-2  | 2-0  | 0-1  |
| Pari Nižnij Novgorod   | 1-0  | 2-1  | 1-0  | 0-3  | 0-0  | 1-1  | 1-1  | 0-3  | 5-2  | 1-3  | 1-2  | –––– | 1-1  | 2-4  | 0-2  | 0-3  |
| Rostov                 | 2-3  | 0-2  | 3-1  | 0-0  | 0-0  | 1-1  | 4-1  | 0-1  | 3-1  | 1-1  | 3-2  | 4-0  | –––– | 1-1  | 0-3  | 0-1  |
| Rubin                  | 2-0  | 3-0  | 2-3  | 1-1  | 2-0  | 0-4  | 1-0  | 1-1  | 0-2  | 1-0  | 4-2  | 1-0  | 1-0  | –––– | 2-1  | 0-4  |
| Spartak Mosca          | 0-0  | 4-0  | 5-0  | 1-2  | 1-2  | 2-2  | 3-0  | 0-3  | 3-0  | 5-2  | 2-0  | 3-0  | 3-0  | 1-0  | –––– | 2-1  |
| Zenit San Pietroburgo  | 3-0  | 1-2  | 1-0  | 0-0  | 2-1  | 1-0  | 3-1  | 4-1  | 2-3  | 1-1  | 1-0  | 2-1  | 5-0  | 4-0  | 0-0  | –––– |

## Spareggio promozione-retrocessione
Poiché al Khimki che si è classificato 12° nel massimo campionato non è stata rilasciata la licenza per il 2025-2026, il Pari NN manterrà il suo posto in campionato anche se perdesse lo spareggio contro il Sochi.
|                      | Risultati |                      | Luogo e data                    |
| -------------------- | --------- | -------------------- | ------------------------------- |
| Ural                 | 2 - 1     | Achmat Groznyj       | Ekaterinburg, 28 maggio 2025    |
| Achmat Groznyj       | 2 - 0     | Ural                 | Groznyj, 31 maggio 2025         |
|                      |           |                      |                                 |
| Soči                 | 1 - 2     | Pari Nižnij Novgorod | Soči, 28 maggio 2025            |
| Pari Nižnij Novgorod | 1 - 3     | Soči                 | Nižnij Novgorod, 31 maggio 2025 |
|                      |           |                      |                                 |

## Statistiche

### Capoliste solitarie
|    | —— | —— | ——    | ——    | ——  | ——    | ——    | ——    | ——  | ——  | ——        | ——        | ——        | ——        | ——    | ——    | ——  | ——  | ——  | ——        | ——        | ——        | ——        | ——        | ——        | ——        | ——        | ——        | ——        | —— |  |
|    |    |    | Zenit | Zenit | Lok | Zenit | Zenit | Zenit |     |     | Krasnodar | Krasnodar | Krasnodar | Krasnodar | Zenit | Zenit |     |     |     | Krasnodar | Krasnodar | Krasnodar | Krasnodar | Krasnodar | Krasnodar | Krasnodar | Krasnodar | Krasnodar | Krasnodar |    |  |
|    |    |    |       |       |     |       |       |       |     |     |           |           |           |           |       |       |     |     |     |           |           |           |           |           |           |           |           |           |           |    |  |
|    |    |    |       |       |     |       |       |       |     |     |           |           |           |           |       |       |     |     |     |           |           |           |           |           |           |           |           |           |           |    |  |
| 1ª | 2ª | 3ª | 4ª    | 5ª    | 6ª  | 7ª    | 8ª    | 9ª    | 10ª | 11ª | 12ª       | 13ª       | 14ª       | 15ª       | 16ª   | 17ª   | 18ª | 19ª | 20ª | 21ª       | 22ª       | 23ª       | 24ª       | 25ª       | 26ª       | 27ª       | 28ª       | 29ª       | 30ª       |    |  |

### Classifica marcatori
| Gol |  |  | Giocatore           | Squadra               |
| --- |  |  | ------------------- | --------------------- |
| 17  |  |  | Manfred Ugalde      | Spartak Mosca         |
| 15  |  |  | Mirlind Daku        | Rubin                 |
| 14  |  |  | Aleksej Batrakov    | Lokomotiv Mosca       |
| 12  |  |  | Ezequiel Barco      | Spartak Mosca         |
| 12  |  |  | Jhon Cordoba        | Krasnodar             |
| 12  |  |  | Dmitrij Vorob'ëv    | Dinamo Mosca          |
| 11  |  |  | Ėduard Spercjan     | Krasnodar             |
| 10  |  |  | Juan Manuel Boselli | Pari Nižnij Novgorod  |
| 10  |  |  | Jaroslav Gladyšev   | Dinamo Mosca          |
| 10  |  |  | Luciano Gondou      | Zenit San Pietroburgo |